# Holger K. Nielsen
Holger Kirkholm Nielsen (Ribe, 23 d'abril de 1950), més conegut com Holger K. Nielsen, és un polític danès, membre del Folketinged pel Partit Popular Socialista. Va ser ministre d'Afers Exteriors del 2013 al 2014. Va ser líder del Partit Popular Socialista del 1991 al 2005 i va exercir de ministre d'Hisenda (Skatteministeriet) del 2012 al 2013.
El gener de 2021, fou una de les 50 personalitats que signar el manifest «Dialogue for Catalonia», promogut per Òmnium Cultural i publicat a The Washington Post i The Guardian, a favor de l'amnistia dels presos polítics catalans i del dret d'autodeterminació en el context del procés independentista català. Els signants lamentaren la judicialització del conflicte polític català i conclogueren que aquesta via, lluny de resoldre'l, l'agreuja: «ha comportat una repressió creixent i cap solució». Alhora, feren una crida al «diàleg sense condicions» de les parts «que permeti a la ciutadania de Catalunya decidir el seu futur polític» i exigiren la fi de la repressió i l'amnistia per als represaliats.